# 171-й меридіан західної довготи
171-й меридіан західної довготи — лінія довготи, що лежить на 171 градус західніше Гринвіцького меридіана. Вона проходить від Північного полюса через Північний Льодовитий океан, Азію, Тихий океан, Південний океан та Антарктиду до Південного полюса.
171-й меридіан західної довготи формує велике коло разом із 9-тим меридіаном східної довготи.

## Список географічних об'єктів, що перетинає 171° зх. д.
Починаючи на Північному полюсі та рухаючись до Південного полюса, 171-й меридіан західної довготи проходить через:
| Координати                                                   | Країна, територія або море | Примітки |
| ------------------------------------------------------------ | -------------------------- | --- |
| 90°0′ пн. ш. 171°0′ зх. д. / 90.000° пн. ш. 171.000° зх. д.  | Північний Льодовитий океан | |
| 71°50′ пн. ш. 171°0′ зх. д. / 71.833° пн. ш. 171.000° зх. д. | Чукотське море             | |
| 66°32′ пн. ш. 171°0′ зх. д. / 66.533° пн. ш. 171.000° зх. д. | Росія                      | Проходить через Чукотський півострів |
| 65°29′ пн. ш. 171°0′ зх. д. / 65.483° пн. ш. 171.000° зх. д. | Берингове море             | |
| 63°35′ пн. ш. 171°0′ зх. д. / 63.583° пн. ш. 171.000° зх. д. | США                        | Аляска — проходить через острів Святого Лаврентія |
| 63°25′ пн. ш. 171°0′ зх. д. / 63.417° пн. ш. 171.000° зх. д. | Берингове море             | Проходить східніше острова Чагулак, Аляска, США Проходить західніше острова Юнаска, Аляска, США |
| 52°32′ пн. ш. 171°0′ зх. д. / 52.533° пн. ш. 171.000° зх. д. | Тихий океан                | Проходить східніше острова Ендербері[en], Кірибаті Проходить західніше острова Равакі[en], Кірибаті Проходить східніше острова Манра[en], Кірибаті Проходить східніше атола Факаофо, Токелау проходить східніше острова Суейнс, Американське Самоа (претендує Токелау) Проходить західніше острова Тутуїла, Американське Самоа |
| 60°0′ пд. ш. 171°0′ зх. д. / 60.000° пд. ш. 171.000° зх. д.  | Південний океан            | |
| 78°29′ пд. ш. 171°0′ зх. д. / 78.483° пд. ш. 171.000° зх. д. | Антарктида                 | Проходить через Територію Росса (претендує Нова Зеландія) |